# エルンスト・セルマー
エルンスト・セーイェシュテード・セルマー（英語：Ernst Sejersted Selmer、1920年2月20日 - 2006年11月8日）は、ノルウェーの数学者。
主な研究分野は数論であり、アーベル多様体のセルマー群は彼にちなんで命名された。彼の挙げた方程式3x3+4y3+5z3=0は、局所大域原理（ハッセ原理）が3次形式について成り立たない例である。